# 龍欣道
龍欣道（英語：Lung Yan Road）是香港九龍深水埗區石硤尾的一條街道，連接龍翔道。龍欣道的山路與麥理浩徑第五段及鷹巢山自然教育徑相接。近山頂位置設有民航處筆架山進場著陸二次監察雷達站。政府為了方便工作人員到筆架山維修及射塔，所以開闢這條道路。龍欣道配水庫路段有一個民航處「嚴禁進入」的標示，但業餘攝影師經常結伴成群往禁區拍攝。假日時亦有行山人士步行該行山徑路段。登山後，可觀賞筆架山山下的風景。2011年10月19日，該區一個配水庫早上發現三個鐵閘的門鎖鎖頭被人用工具剪斷。

## 交通
龍欣道位於龍翔道出黃大仙方向，近龍翔道出口設有巴士站，該巴士站大部分是由新界西部（屯門、荃灣、以至東涌及機場）開往東九龍/將軍澳的巴士路線停靠。

## 鄰近建築
- 豐力樓
- 水務署機電工場

## 外部連結
- 龍欣道 Lung Yan Road  （页面存档备份，存于）
- 鷹巢山自然教育徑 筆架山龍欣道
- 鷹巢山自然教育徑 （页面存档备份，存于）